# Cambridgea
Cambridgea är ett släkte av spindlar. Cambridgea ingår i familjen Stiphidiidae.

## Dottertaxa tillCambridgea, i alfabetisk ordning[1]
- Cambridgea agrestis
- Cambridgea ambigua
- Cambridgea annulata
- Cambridgea antipodiana
- Cambridgea arboricola
- Cambridgea australis
- Cambridgea decorata
- Cambridgea elegans
- Cambridgea elongata
- Cambridgea fasciata
- Cambridgea foliata
- Cambridgea inaequalis
- Cambridgea insulana
- Cambridgea longipes
- Cambridgea mercurialis
- Cambridgea obscura
- Cambridgea occidentalis
- Cambridgea ordishi
- Cambridgea pallidula
- Cambridgea peculiaris
- Cambridgea peelensis
- Cambridgea plagiata
- Cambridgea quadromaculata
- Cambridgea ramsayi
- Cambridgea reinga
- Cambridgea secunda
- Cambridgea simoni
- Cambridgea solanderensis
- Cambridgea sylvatica
- Cambridgea tuiae
- Cambridgea turbotti